# Maxillopoda
Maxillopoda je navrhovaná skupina z monofyla Pancrustacea založená na morfologických znacích. Zahrnuje korýše, kteří mají naupliové oko složené ze tří oček, hruď ze sedmi článků a s plovacími končetinami a zadeček ze tří článků. Tyto znaky jsou ovšem velice proměnlivé a žádná fylogenetická studie nenalezla pro skupinu Maxillopoda podporu (situace k r. 2006). Přesto ho údajně většina specialistů používá.
Do Maxillopoda se řadívají:
- klanonožci (Copepoda)
- rakovčíci (Mystacocarida)
- tantulovky (Tantulocarida)
- svijonožci (Thecostraca)
- lasturnatky (Ostracoda)
- kapřivci (Branchiura)
- jazyčnatky (Pentastomida)